# ورزنییس
ورزنییس (به ایتالیایی: Verzegnis) یک کومونه در ایتالیا است که در استان اودینه واقع شده‌است. ورزنییس ۳۸٫۸ کیلومتر مربع مساحت و ۸۷۴ نفر جمعیت دارد و ۴۰۷ متر بالاتر از سطح دریا واقع شده‌است.